# Palazzo delle Orsoline (Bellinzona)
Il Palazzo delle Orsoline è un palazzo di Bellinzona, attualmente sede del potere esecutivo e legislativo del Canton Ticino.

## Storia
Costruito nel 1738 come convento per le monache orsoline, il suo refettorio fu utilizzato per la prima sessione del Parlamento cantonale il 26 agosto 1803. Nel 1848, con la legge che sopprimeva i conventi, divenne proprietà pubblica e fu quindi scelto come sede delle autorità cantonali. Fu ampliato e migliorato, diventando la sede del potere cantonale nel 1881.